# Polycentropus sardous
Polycentropus sardous är en nattsländeart som beskrevs av Moretti 1981. Polycentropus sardous ingår i släktet Polycentropus och familjen fångstnätnattsländor. Inga underarter finns listade i Catalogue of Life.